# Стобніцько
Стобніцько (пол. Stobnicko) — село в Польщі, у гміні Обжицько Шамотульського повіту Великопольського воєводства.
Населення — 140 осіб (2011).
У 1975-1998 роках село належало до Познанського воєводства.

## Демографія
Демографічна структура станом на 31 березня 2011 року:
|          | Загалом | Допрацездатний вік | Працездатний вік | Постпрацездатний вік |
| -------- | ------- | ------------------ | ---------------- | -------------------- |
| Чоловіки | 71      | 12                 | 54               | 5                    |
| Жінки    | 69      | 19                 | 35               | 15                   |
| Разом    | 140     | 31                 | 89               | 20                   |